# 哈苏XPan

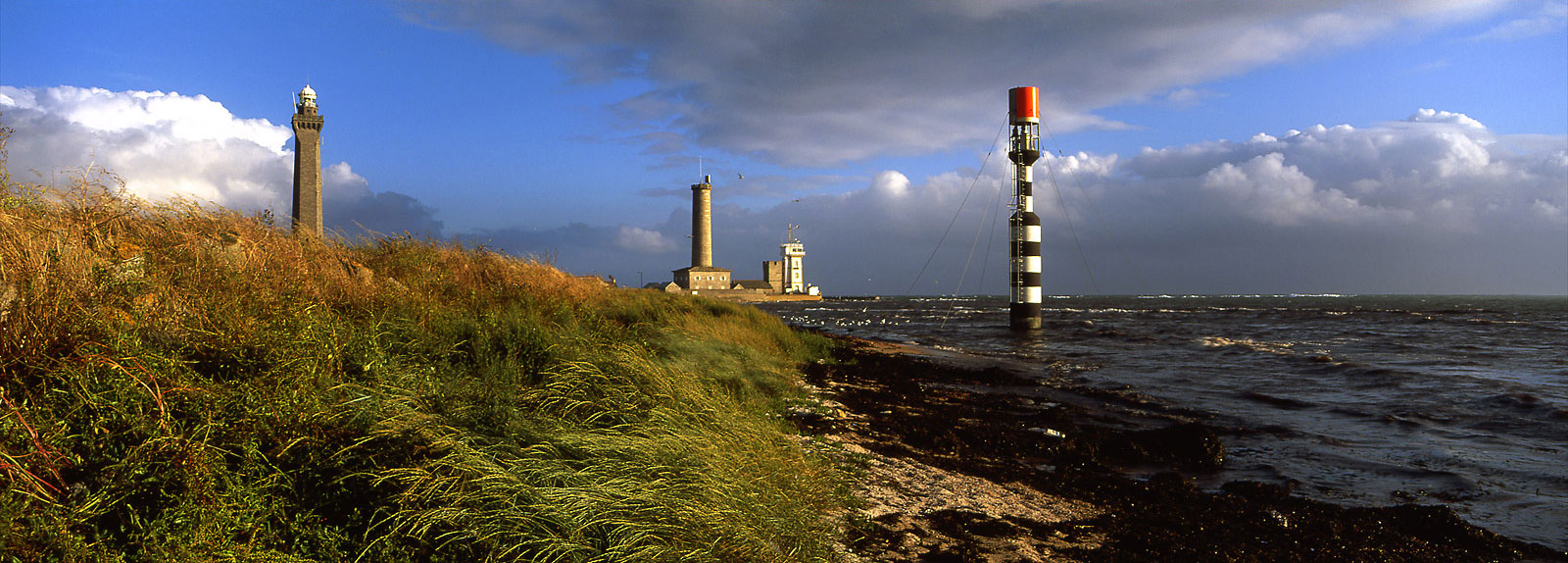
由哈苏Xpan拍摄的寛景相片

哈苏XPan（Hasselblad XPan）是一款寛景相机，由哈苏和富士共同开发，在1998年9月在德国科隆世界影像博览会首次推出，于1998年上市。哈苏XPan在国际市场销售的型号为：Hasselblad Xpan，在日本本土的销售型号为：Fujifilm TX-1。
哈苏XPan使用135胶片，但它能拍摄标准24×36mm画幅和24×65mm画幅（比例为6：17，相当于普通胶片宽度的两倍），画幅尺寸接近6×17相机。这款相机也是擅长中画幅相机的哈苏开始涉足135画幅领域的第一个作品。
2003年4月23日，哈苏公司宣布推出XPan的改进型机种：Hasselblad XPan II（Fujifilm TX-2）。但由于欧盟在2006年7月开始执行《防止危险废物规章》（Disposal of Hazardous Waste Regulations），要求在自2006年7月1日起，投放于市场的新电子和电气设备不包含铅，汞，镉，六价铬，聚溴二苯醚（PBDE）或聚溴联苯（PBB）。若要继续销售则必须改进所用材料和工艺。受此法规影响，哈苏公司决定停止XPAN相机的生产。